# 오펠 인시그니아
오펠 인시그니아(Opel Insignia)는 오펠의 중형 승용차이다.

## 1세대

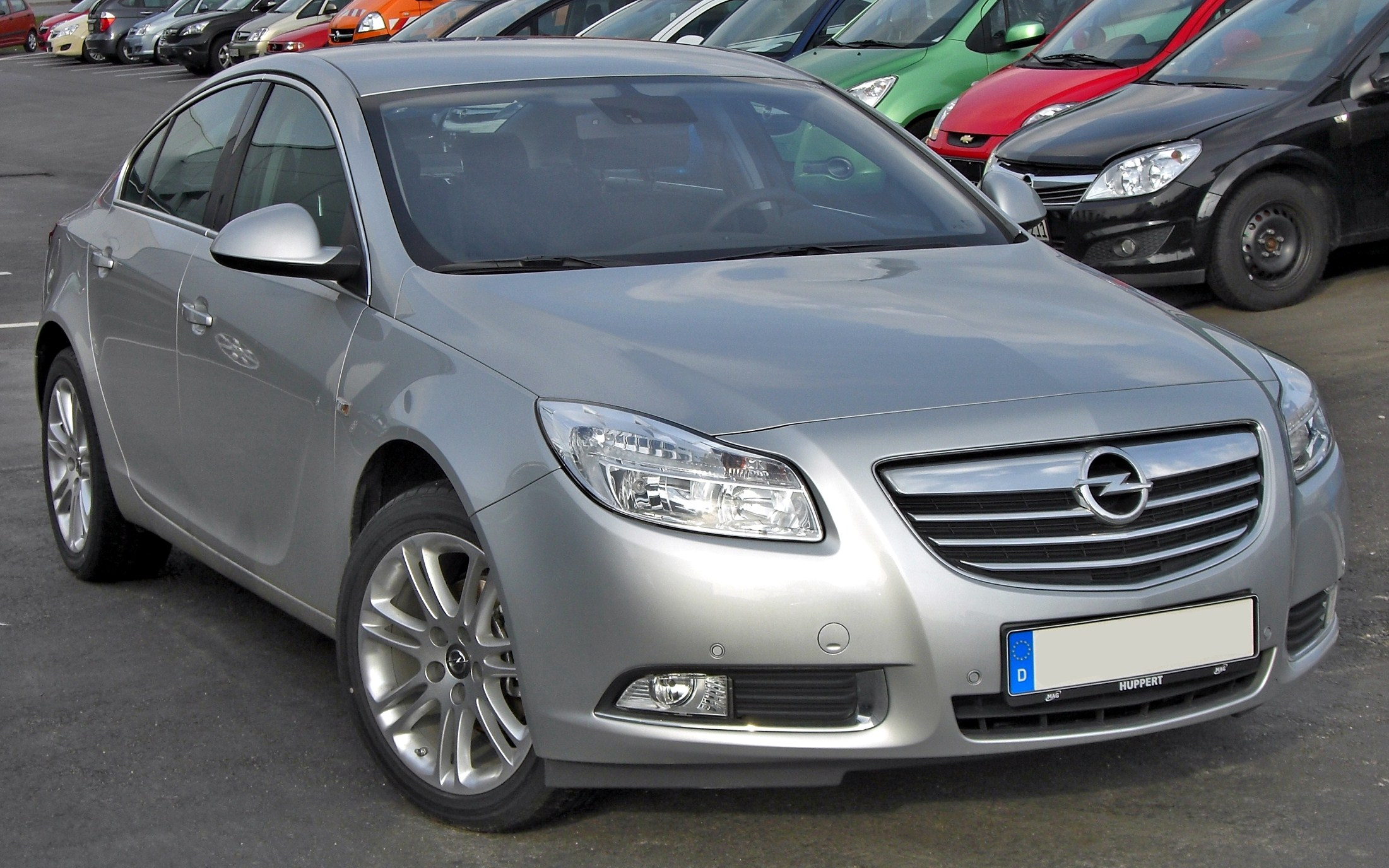
오펠 인시그니아 세단(전기형) 정측면

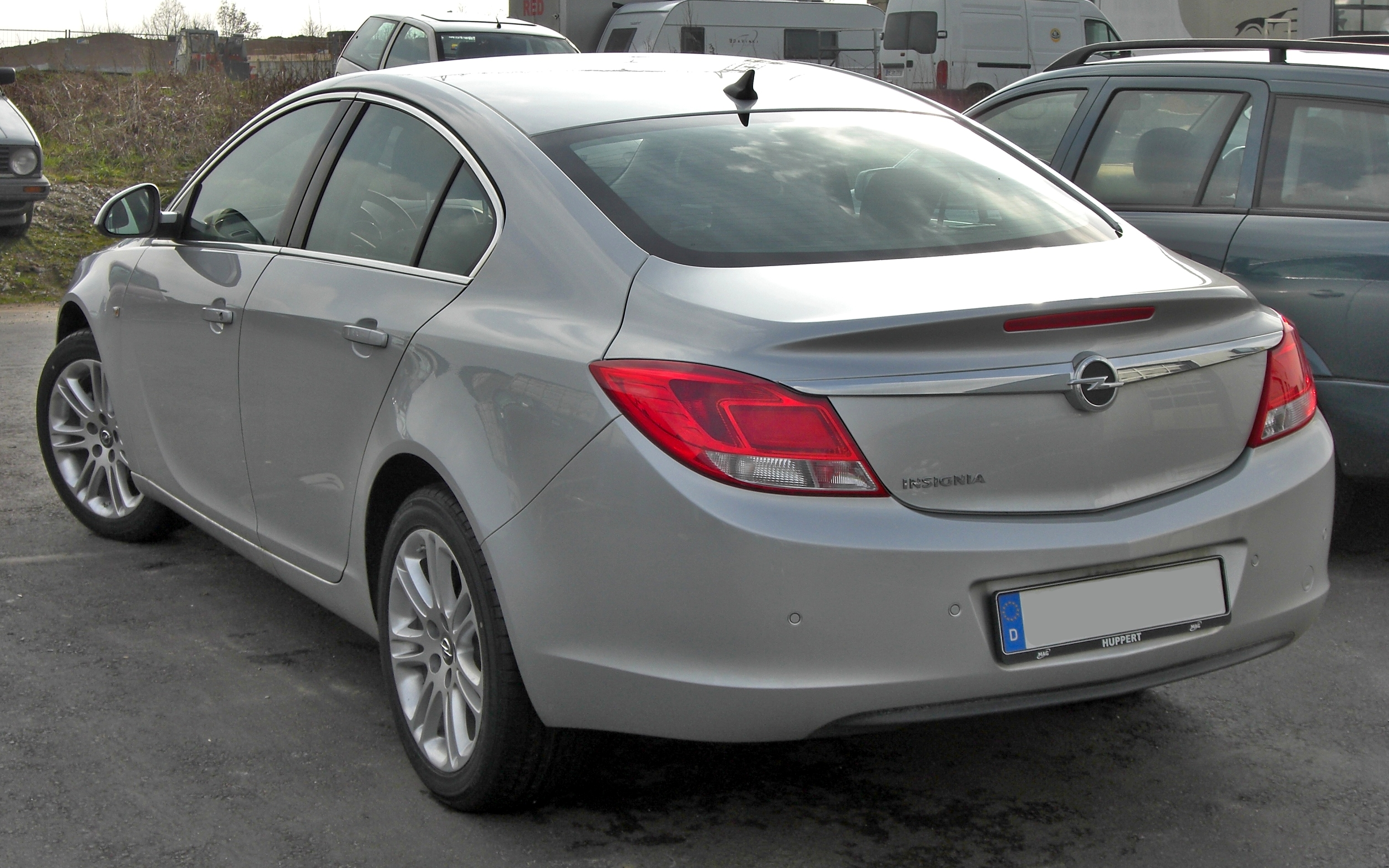
오펠 인시그니아 세단(전기형) 후측면

벡트라와 시그넘을 대체하는 오펠의 새로운 기함으로, 2008년에 출시되었다. GM의 입실론 Ⅱ 플랫폼을 이용해 개발되었으며, 쉐보레 말리부와 임팔라, 한국GM 알페온 또한 이 플랫폼을 이용해 개발되었다. 쿠페 같이 유려한 디자인과 사이드 뷰의 날카로운 라인을 통해 차별화를 시도했다. 바디 타입은 세단과 테라스 해치백, 스테이션 왜건 등 3가지이다. 모니터 카메라에 의한 교통 신호 인식 시스템을 세계 최초로 적용했으며, 어댑티브 포워드 라이팅 시스템이 적용된 헤드 램프는 9개의 다른 라이트 빔 세팅이 자동으로 조절된다. 모든 엔진은 유로 5 기준에 맞게 제작되었고, 6단 수동변속기나 6단 자동변속기와 결합한다. 2009년에 유럽 올해의 차를 수상했다. 북미에서는 뷰익 브랜드를 통해 리갈이라는 이름으로 출시되었고, 초기에는 독일 오펠 공장 생산분을 수입해 판매하다가 2011년부터 캐나다 온타리오 주에 위치한 오샤와 공장에서 생산한 차량을 판매하였다.

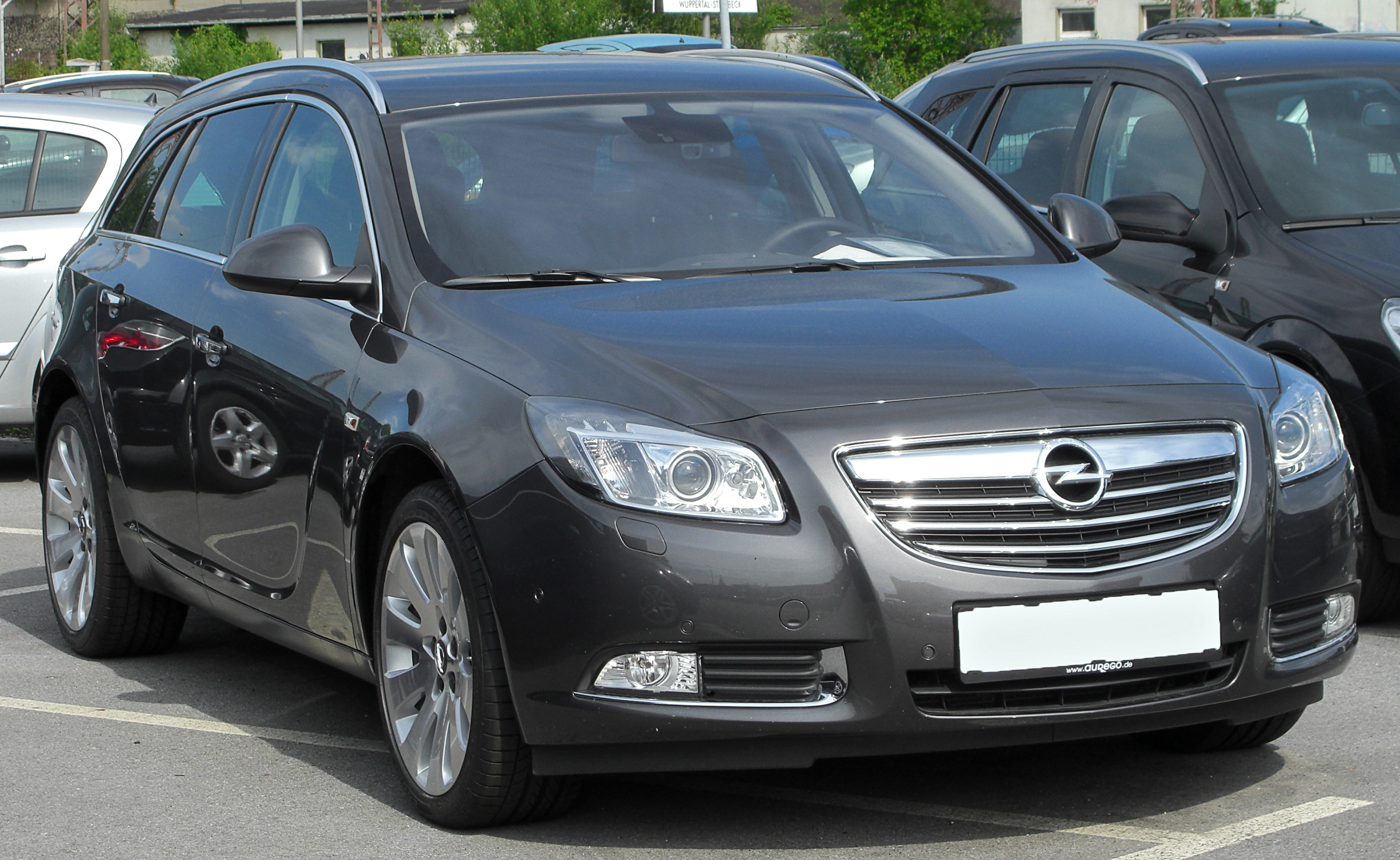
오펠 인시그니아 왜건(전기형) 정측면
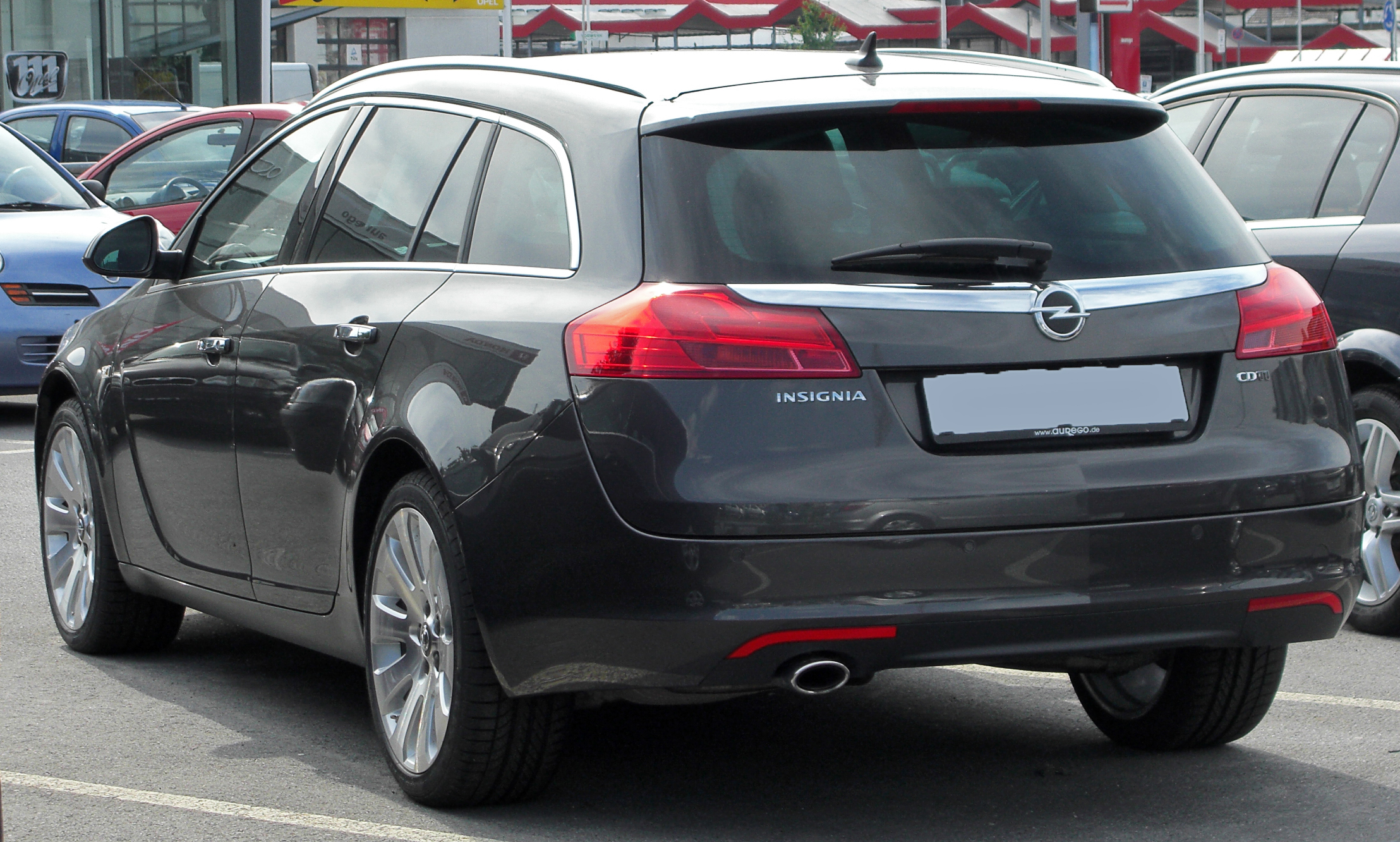
오펠 인시그니아 왜건(전기형) 후측면
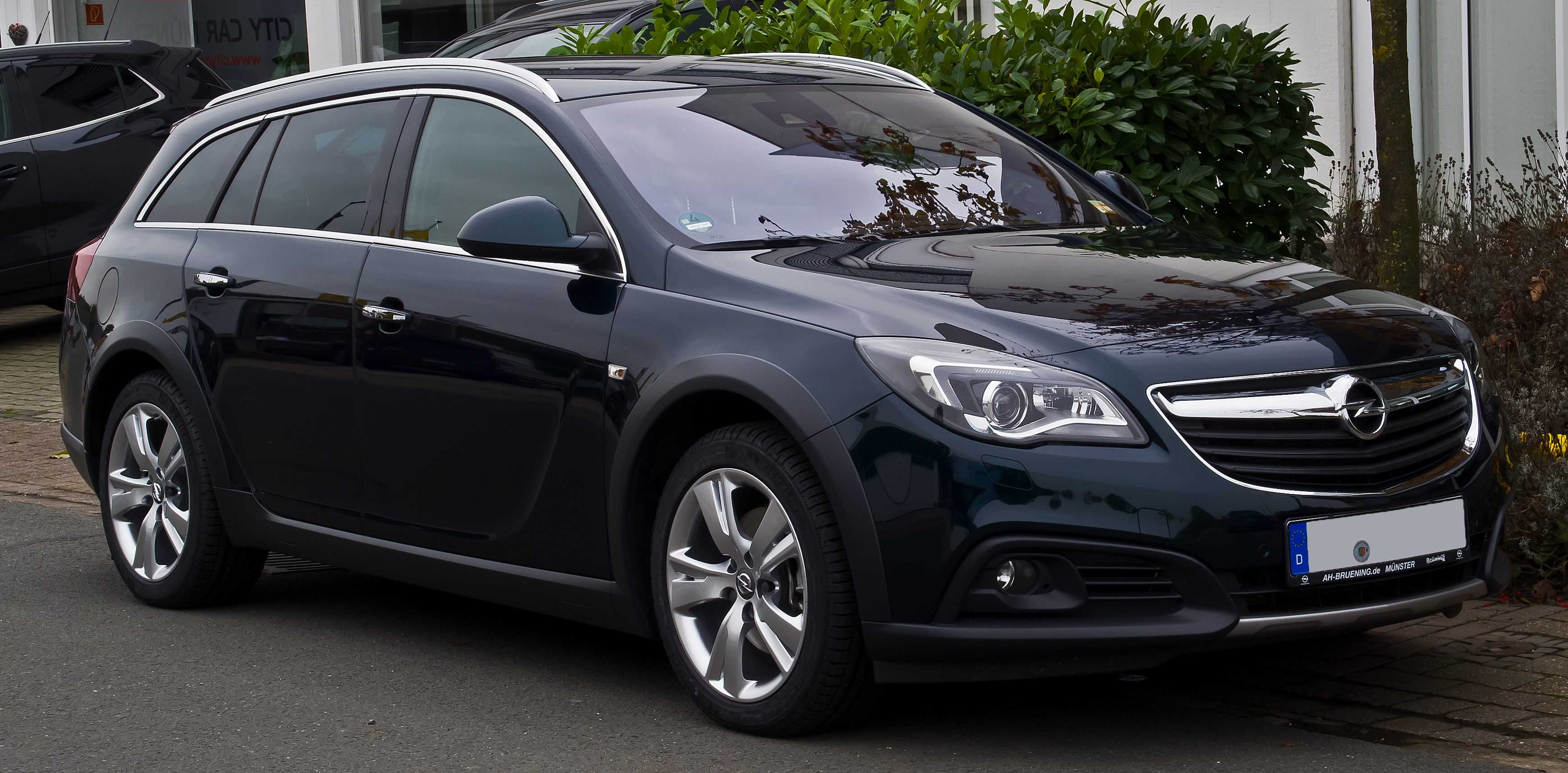
오펠 인시그니아 왜건(후기형) 정측면
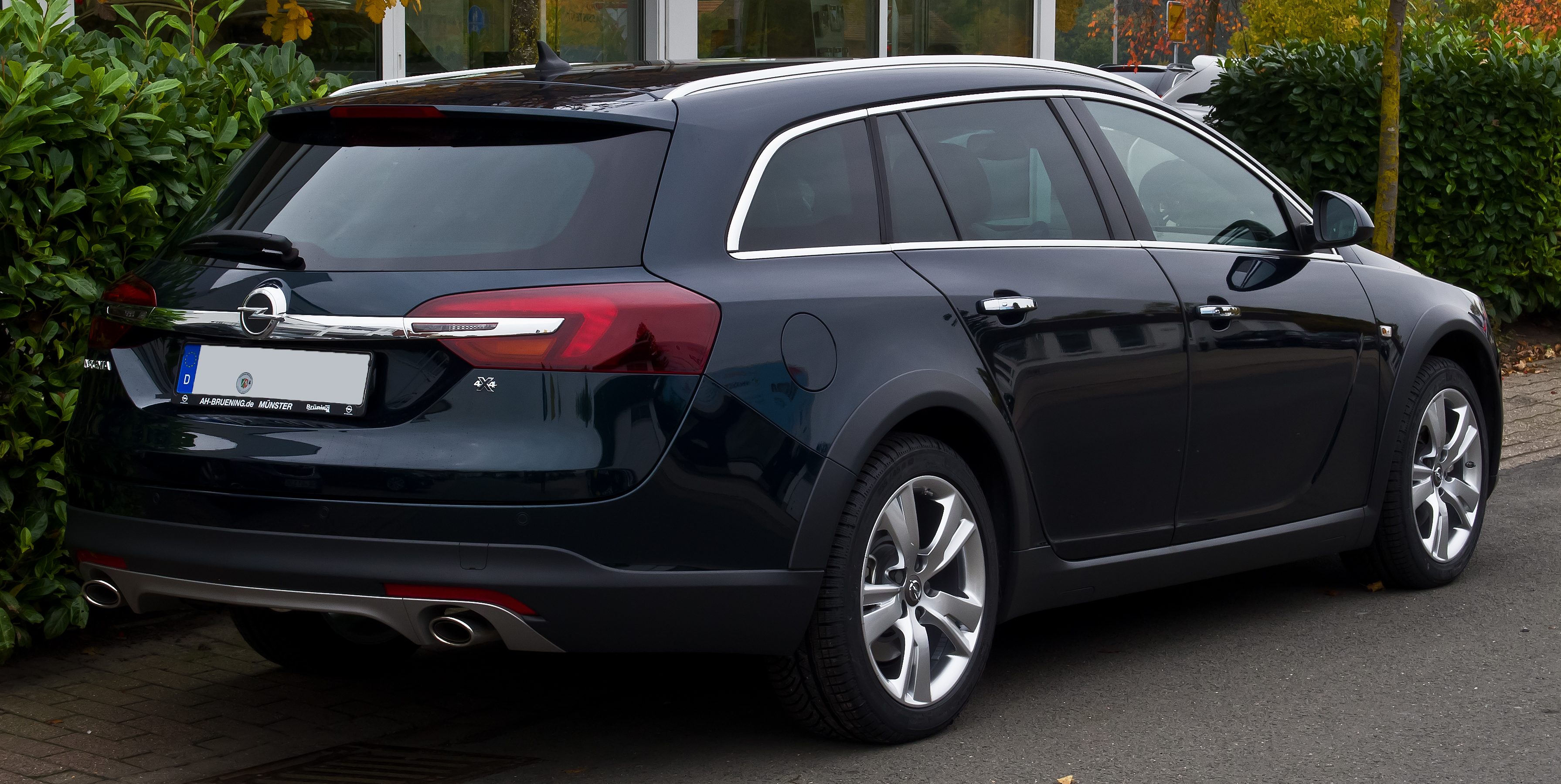
오펠 인시그니아 왜건(후기형) 후측면

## 2세대

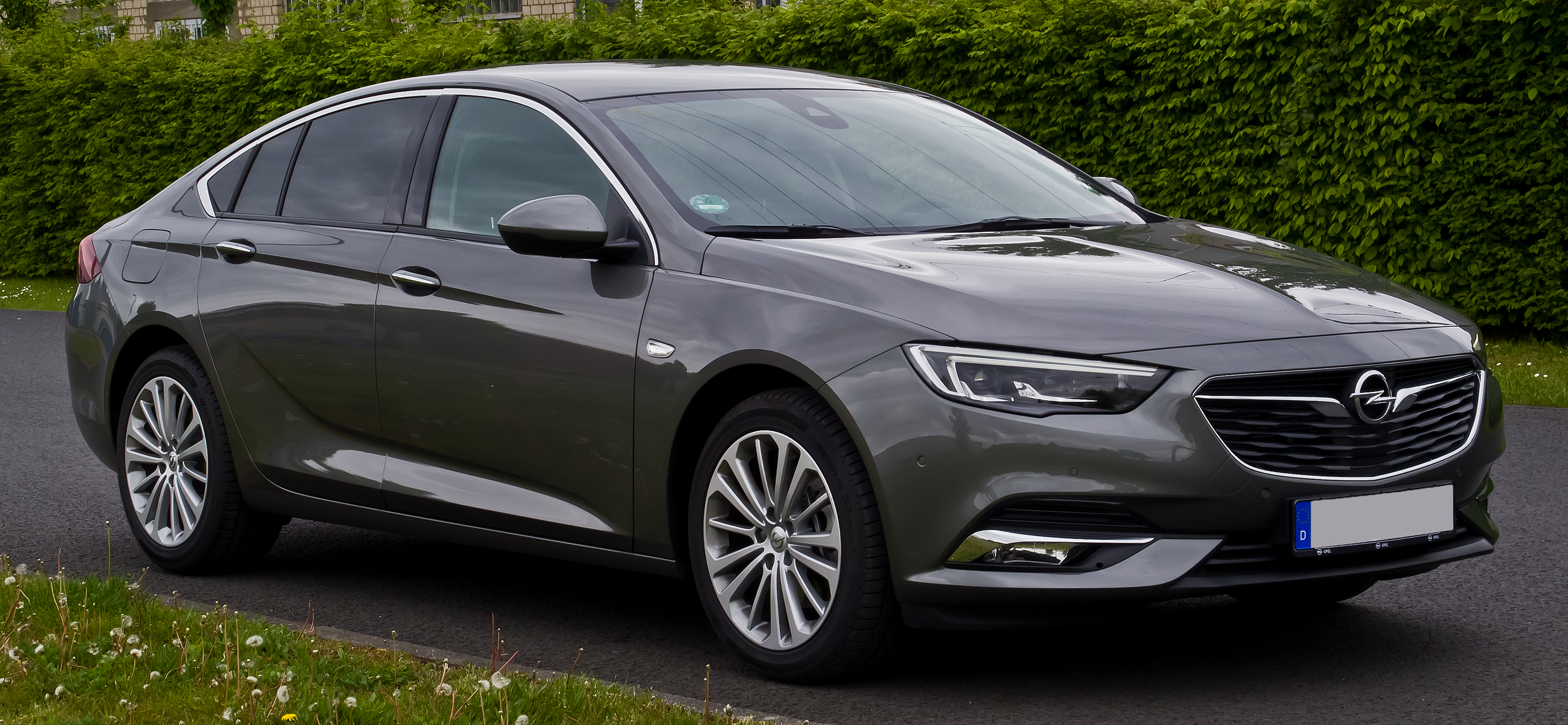
오펠 인시그니아 그랜드 스포츠 정측면

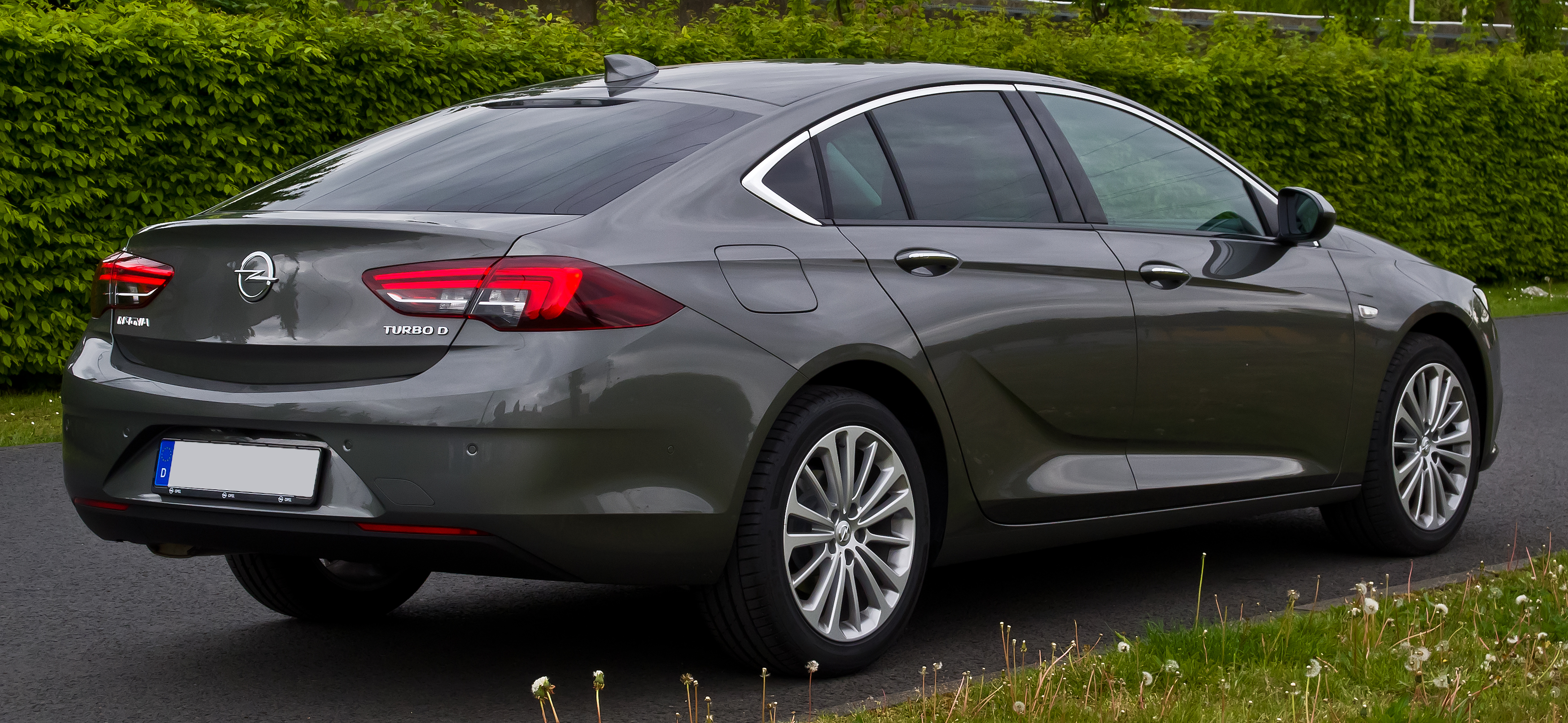
오펠 인시그니아 그랜드 스포츠 후측면

2016년 12월에 그랜드 스포츠가 우선 공개되었으며,
2017년 2월에는 스포츠 투어러도 공개되었다. 발표는 2017 제네바 모터쇼에서 진행되었으며, 전 세대처럼 쉐보레 말리부와 플랫폼을 공유한다. 게다가 크로스오버 왜건인 그랜드 투어러가 라인업에 새로 합류하였다. 2020년 부분 변경을 거쳤으며 2022년 단종되었다. 다만 스텔란티스에서 차세대 인시그니아를 5도어 리프트백 형태로 재출시할 계획을 세우고 있다고 한다.

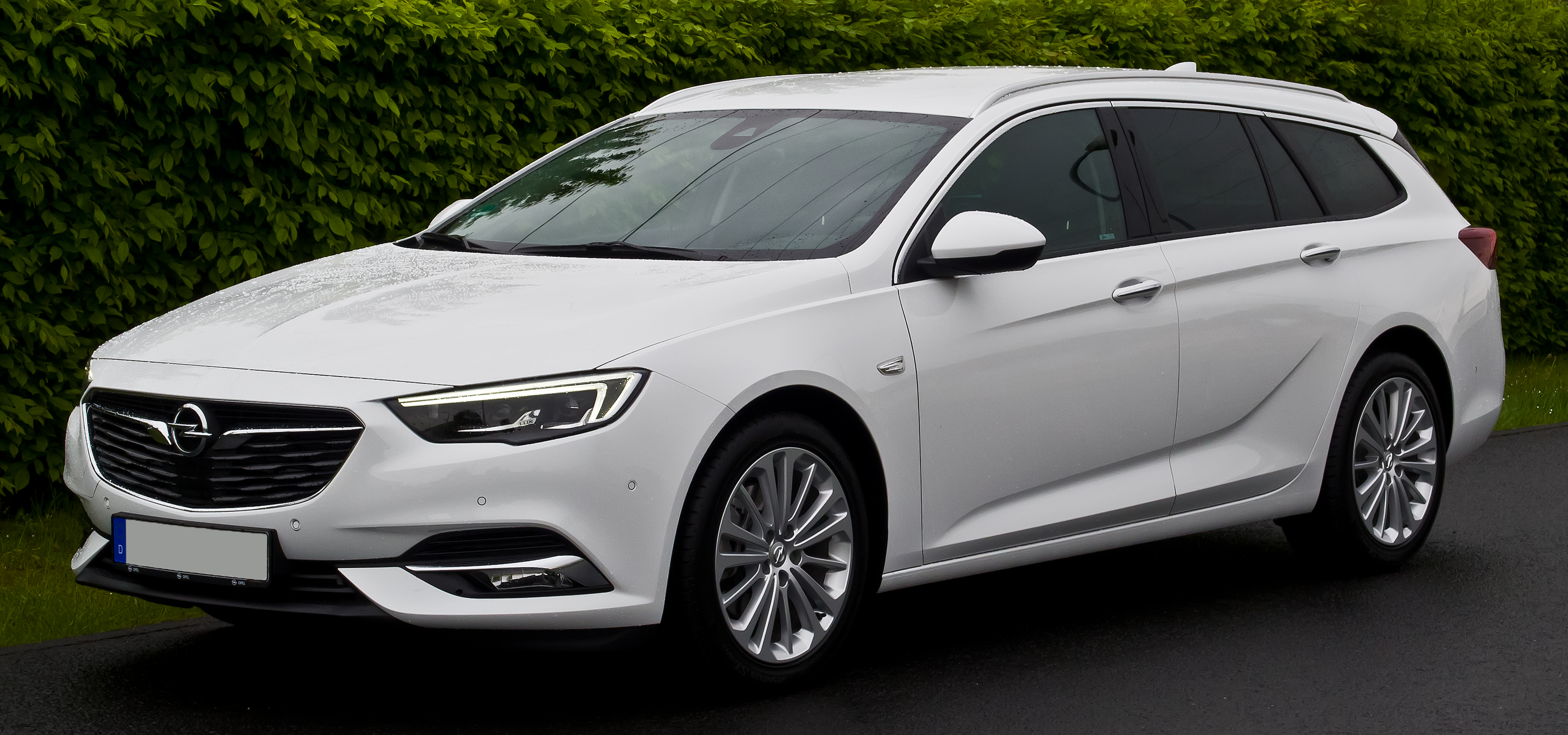
오펠 인시그니아 스포츠 투어러 정측면
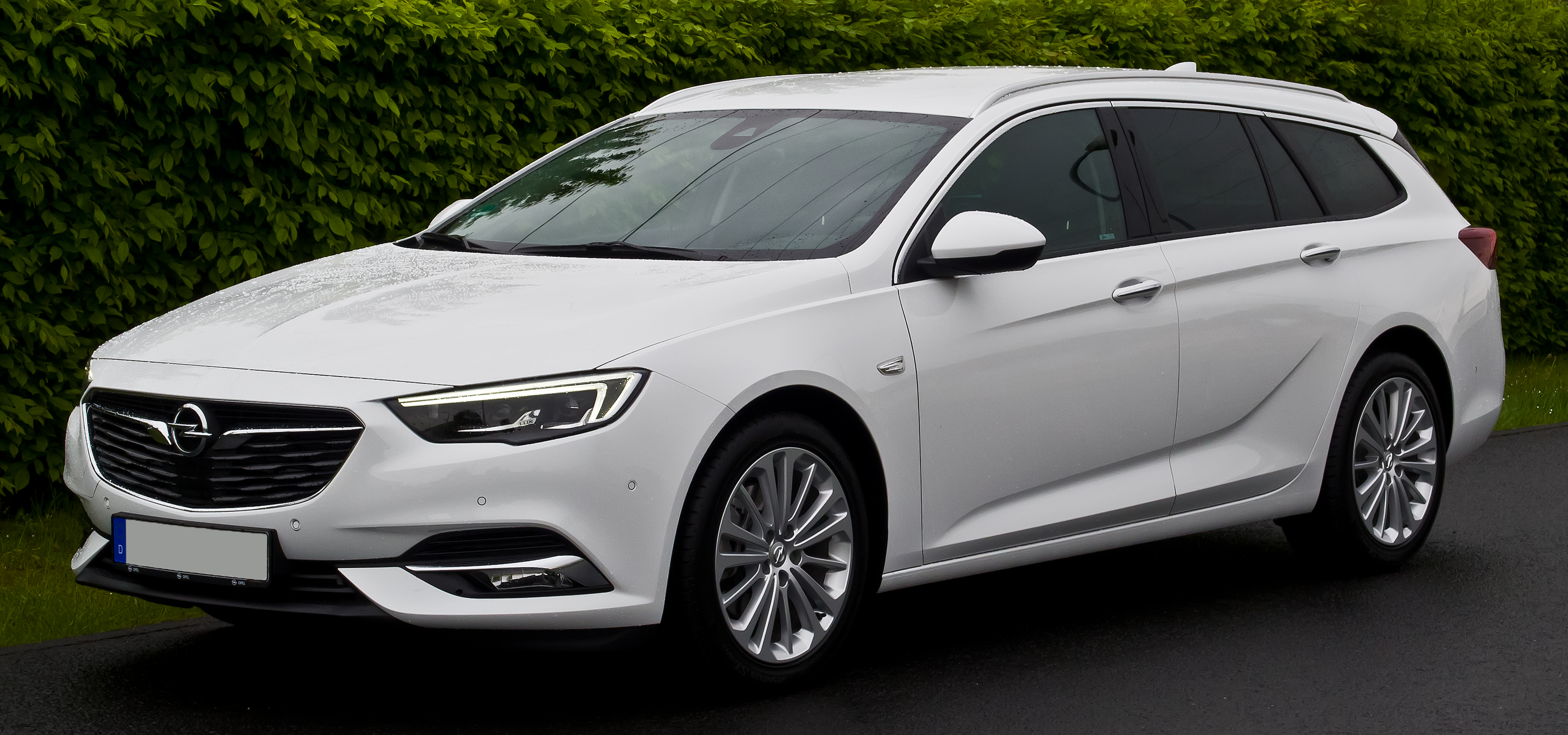
오펠 인시그니아 스포츠 투어러 정측면
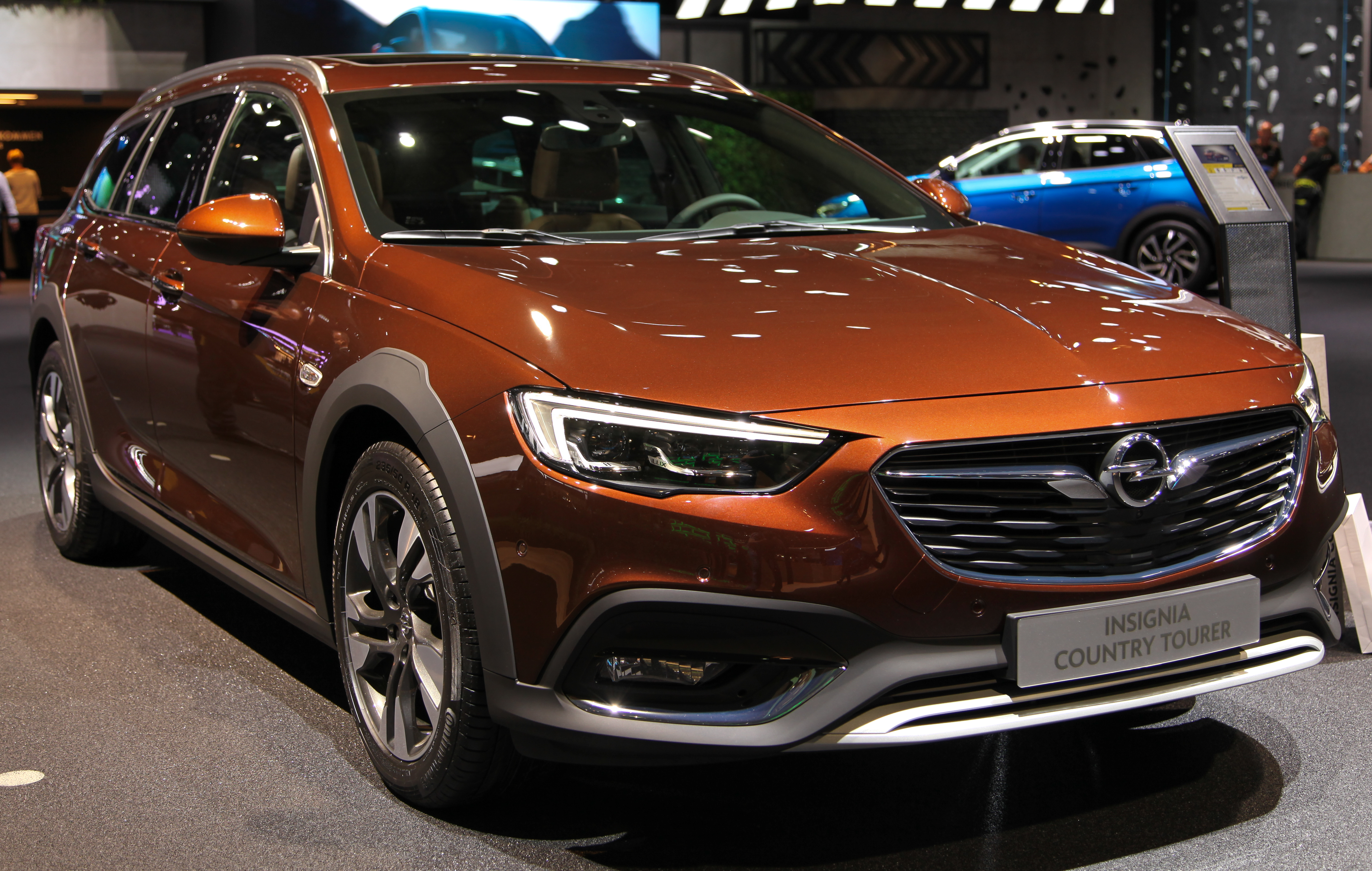
오펠 인시그니아 컨트리 투어러 정측면
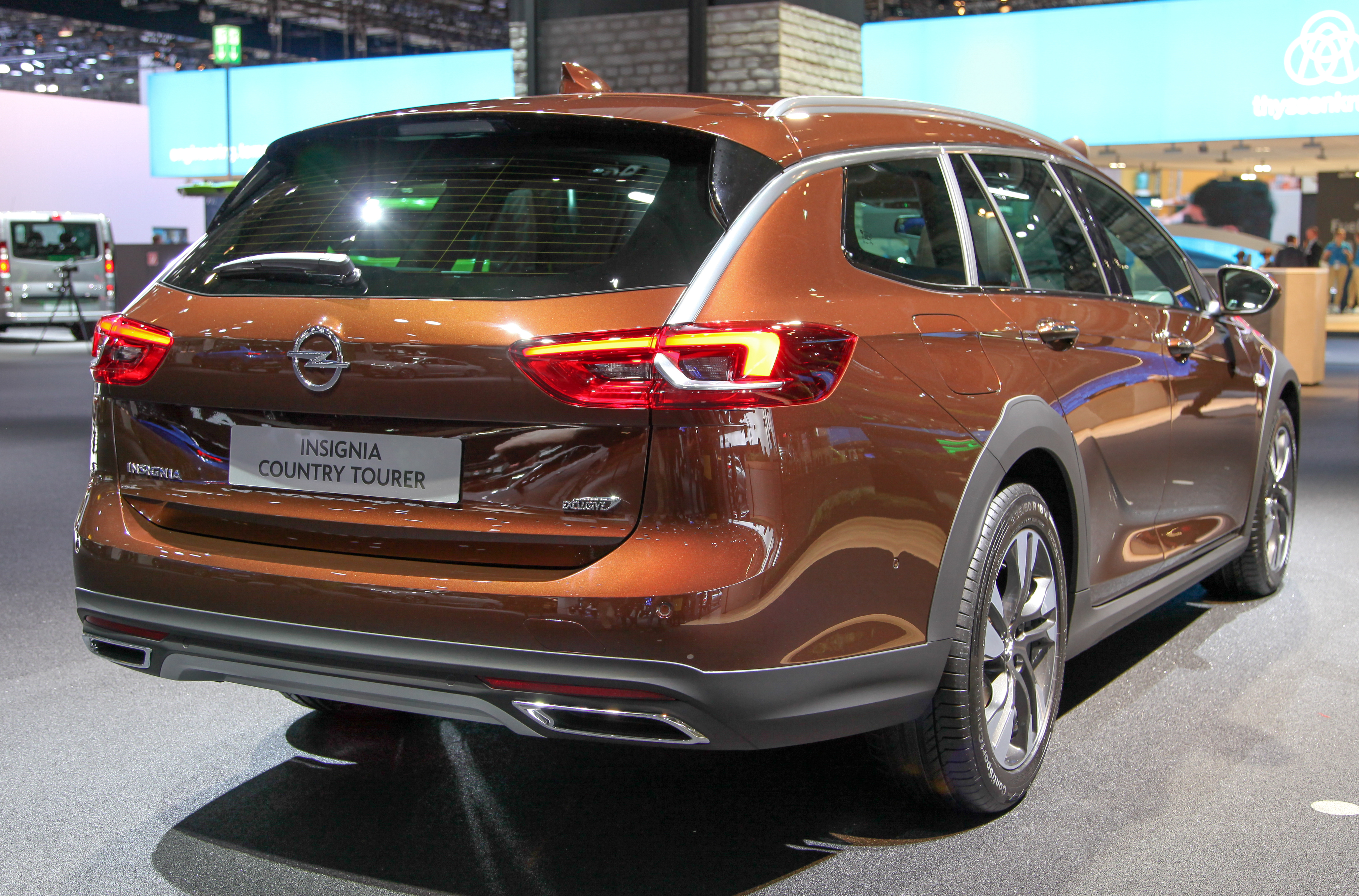
오펠 인시그니아 컨트리 투어러 후측면

## 경쟁 차량
- 현대자동차 - 쏘나타, i40
- 기아자동차 - K5
- 쉐보레 - 말리부
- 르노 - 탈리스만
- 폭스바겐 - 파사트
- 토요타 자동차 - 캠리, 어벤시스
- 포드 - 몬데오
- 푸조 - 508